# 二条教頼
二条 教頼（にじょう のりより）は、南北朝時代の公卿・歌人。系譜は明らかでないが、関白・二条師基の子にして、関白左大臣・二条教基の弟と推定される。あるいは教忠や教嗣（のりつぐ）と同一人か。南朝に仕えた。

## 経歴
南朝の補任記録が残されていないために官歴は不明の点が多いが、正平11年/延文元年（1356年）4月に内大臣として初見、10年を経た正平21年/貞治5年（1366年）4月にもなお内大臣であり（還任か）、建徳2年/応安4年（1371年）2月に自邸で主催した『三百番歌合』においては右大臣であった。天授元年/永和元年（1375年）には関白で、翌天授2年/永和2年（1376年）にも同じく関白であり、弘和元年/永徳元年（1381年）12月に成立した『新葉和歌集』には関白・左大臣として見任。その後、関白職を甥の冬実（長■か）に譲ったと思われ、元中6年/嘉慶3年（1389年）正月には既に故人となっていたことが花山院長親の『耕雲千首』奥書から知られる。
南朝歌壇における主要歌人の1人であり、『三百番歌合』（残欠本のみ現存）を主催した他、天授元年（1375年）の『五十番歌合』･『五百番歌合』や同2年（1376年）の『百番歌合』･『千首和歌』に詠進し、同じ頃のものと思われる述懐百首･名所五十首の詠がある。『新葉和歌集』には「関白左大臣」として28首が入集した。その多くは温雅平明な二条派の歌風だが、また清新な風情の叙景歌もあり、宗良親王との間で交わした贈答（秋下･331、哀傷･1359）には実生活の感慨が出ている。